# Charles Kay Ogden
Pour les articles homonymes, voir Ogden.
Charles Kay Ogden (né le 1er juin 1889, mort le 21 mars 1957), est un écrivain et linguiste britannique. Il est principalement connu en tant que créateur de la langue contrôlée appelée anglais basic.

## Travaux

### The Meaning of Meaning
Avec I. A. Richards, Ogden est l’auteur de The Meaning of Meaning (London, Routledge & Kegan Paul, 1923), ouvrage fondamental pour les recherches linguistiques et la philosophie du langage. Il a été publié accompagné des essais de Bronislaw Malinowski et F. G. Crookshank. Le livre a exercé une influence considérable et a été réédité à plusieurs reprises. Il propose une science du symbolisme, selon laquelle il y a une relation causale entre la chose et la pensée, et où la référence et le symbole restent dans une relation indirecte, qui exige qu’il y ait quelqu’un qui attribue au symbole le rôle de référence. Dans l’ouvrage en question on trouve un triangle de relations entre le symbole, la référence et la pensée. C’est une conception pragmatique du langage qui a inspiré beaucoup de critiques et de développements fructueux.
« Le symbolisme est une étude de la part que le langage et toutes sortes de symboles jouent dans les affaires des hommes ; plus particulièrement, il s’agit de l’étude de leur influence sur la pensée. » (p. 9)
Ce livre, tissant les liens entre l’anthropologie, la psycholinguistique et la philosophie, est à l’origine du projet postérieur (1930) d’Ogden, celui de créer un anglais basique.

### Anglais basic - Basic English
Il s’agit d’une langue anglaise simplifiée qui pourrait remplacer tous les projets de construire une langue artificielle universelle (cf. espéranto de Louis-Lazare Zamenhof). Elle comporte env. 850 mots qui suffisent, selon Ogden, pour rendre compte de tout contenu sémantique.

### Traductions
Ogden est également connu grâce à son travail de traducteur. Avec le jeune philosophe Frank Ramsey, il a traduit en anglais le Tractatus logico-philosophicus de Ludwig Wittgenstein (en 1922). Il a traduit, en 1924, en anglais, La philosophie du «comme si» (allemand : Die Philosophie des Als Ob) du philosophe allemand Hans Vaihinger publié en 1911. En 1935, il a révisé et abrégé une autre traduction du même livre.